# 竹達彩奈
竹達彩奈（日语：／ Taketatsu Ayana，1989年6月23日—）是日本的女性聲優。隸屬 Ancheri（原LINK PLAN)。出生於埼玉縣。身高149cm（自称150cm）。血型O型。

## 來歷
14歲（中學2年級）時參加I'm Enterprise系列的日本播音演技研究所特待生徵選並錄取，之後進入其下養成機關的。15歲入籍I'm Enterprise，成為當時事務所最年輕聲優。
第一次工作是在進入事務所2個月後，於2005年6月19日舉辦的I'm Enterprise八周年紀念「I'm祭」。
之所以想成為聲優是因為看了《庫洛魔法使》和《美少女戰士》。從小就對自己的聲音感到自卑，因為被周圍的人（特別是朋友）說是「像動畫人物一樣的聲音」而曾經很討厭自己的聲音。不過透過上述的動畫作品漸漸開始注意到聲優這職業，轉而想到活用自己的聲音而想成為聲優。
OAD《kiss×sis》的女主角住之江亞香作為聲優初次登場的角色，受到注目。然後，《K-ON!》的中野梓和《嬌蠻貓娘大橫行》的霧谷希令知名度上升，展開動畫、廣播CD、遊戲、廣播和廣泛地方活動。
2010年3月6日獲得第4回聲優獎，是日本電視動畫《K-ON!》劇中結成團體「放學後Tea Time」，與豐崎愛生、日笠陽子、佐藤聰美、壽美菜子得到歌唱賞。
2012年2月10日發表首張個人單曲Sinfonia! Sinfonia!!!，於2012年4月11日由波麗佳音發售，作為個人歌手出道的第一個作品。
2012年5月7日更換事務所為ASSEMBLE HEART。
2013年3月21日與悠木碧組成團體「Petit Milady（プチミレディ）」。
2017年1月1日事務所移籍至LINK PLAN。
2017年4月1日成立官方粉絲俱樂部。
2025年4月1日，由於所屬事務所LINK PLAN聲優事務結束後，由當該同業務的 Ancheri 接管，該所屬事務所名稱也隨之更改而所屬。

### 活動、角色
主要配音角色類型為年幼的少女。《寶石寵物 Twinkle☆》米莉亞、《MM一族》石動美緒、《我的妹妹哪有這麼可愛！》高坂桐乃、《刀劍神域》莉法／桐谷直葉等強氣／傲嬌系的角色多，但也有如《嬌蠻貓娘大橫行》霧谷希的沉默角色、《笨蛋，測驗，召喚獸》清水美春的暴走角色。
拍攝方面，在劇場公開電影《輕小說的快樂寫作法》（2010年12月4日公開）出演。

### 人物
在動畫出道作《Kiss×sis》為住之江亞香這一角色配音，在沒有動畫配音經驗的情況下演出了超出想象的過激的色情和親吻的場面，據本人說「很震驚」。不過在那之後想到「這都能演了以後就沒什麽演不了的了」。
在《K-ON!》的網絡廣播節目的企劃中，和自己演出的角色一樣實際進行樂團活動。和其他4人同時開始了練習，但是因為要作為的公開錄音的驚喜節目，而一直保密到在公式網站公開錄音後篇播送之後。
喜歡的藝人是奥華子。
喜歡甜的東西（特別甜品系），其他的食物喜歡柴魚片。在電視動畫《嬌蠻貓娘大橫行》的Web廣播中說喜歡餡餅。
有一些頭髮是深褐色。
有兩個哥哥。
2010年10月10日，在OVA《幸福光暈》的舞台廣島縣竹原市當了一日市長。
與花澤香菜十分友好。
非常喜歡燒肉，在23歲與24歲的生日特別活動中都出現了肉蛋糕（にくけき）。
在2013年12月6日的NICONICO 竹達彩奈新單曲｢｣發售記念生放送中，說七歲時就接觸了GAL GAME。
2019年6月23日（30岁生日当天）在推特上宣佈與同為聲優的梶裕貴結婚；2022年6月30日宣布怀有第一个孩子；2022年11月3日宣布第一個孩子出生。

## 出演作品
粗體字為主要角色。

### 電視動畫
2009年
- 女王之刃（巫女E）
- K-ON!（中野梓）
- 瑪莉亞的凝望 第4季（嬰兒（細川次子））
- 夢色蛋糕師（香草兒）
- 輕聲密語（朱宮萬奈歌）
- 超能力大戰（結愛）
- 科學超電磁砲（硲舎佳茄、少女）

2010年
- Kiss×sis（住之江亞香）
- 笨蛋，測驗，召喚獸（清水美春）
- 嬌蠻貓娘大橫行（霧谷希）
- K-ON!!（中野梓）
- 寶石寵物 Twinkle☆（米莉亞）
- 最後大魔王（大竹美智惠）
- 學園默示錄（希里愛麗絲）
- 我的妹妹哪有這麼可愛！（高坂桐乃）
- 傳說的勇者的傳說（艾絲莉娜·福克爾）
- MM一族（石動美緒）
- 只有神知道的世界（高原步美）
- STAR DRIVER 閃亮的塔科特（席夢妮·亞拉岡）
- 夢色蛋糕師SP Professional（香草兒）

2011年
- Rio RainbowGate!（敏特·克拉克）
- DOG DAYS（艾可蕾爾·瑪爾提諾基）
- 只有神知道的世界II（高原步美）
- 笨蛋，測驗，召喚獸2（清水美春）
- 眾神中的貓神（芽衣子）
- 輕鬆百合（小魔女咪拉咕嚕）
- 便·當（井上馬醉木）
- 罪惡王冠（鶇）
- 幸福光暈～hitotose～（澤渡楓）
- 47都道府犬（埼玉犬）
- Suzy's Zoo（Lulla）
- Double-j（北條絵馬）
- 塔麻可吉（友美）

2012年
- 惡魔高校D×D（塔城小貓）
- 極樂女子宿舍（栗橋南）
- 天才黃金腦～神之謎（逆之上美春）
- 輕鬆百合♪♪（胡桃／小魔女咪拉咕嚕）
- 希望宅邸 3D PLUS（沙英的妹妹）
- 刀劍神域（莉法／桐谷直葉）
- DOG DAYS'（艾可蕾爾·瑪爾提諾基）
- 無賴勇者的鬼畜美學（哀原美奈巳）
- 其中1個是妹妹！（國立凜香）
- 我的妹妹哪有這麼可愛！TRUE ROUTE SPECIAL版（高坂桐乃）
- 冰菓（木村〈漫研部員〉）
- 武裝神姬（吉爾）
- PSYCHO-PASS（Spooky Boogie）
- 神奇寶貝超級願望2（菖蒲）

2013年
- 開漫－啦！（御園紗友里）
- 我的妹妹哪有這麼可愛。（高坂桐乃）
- 約會大作戰（五河琴里）
- 絕對防衛利維坦（尤爾姆岡特）
- 科學超電磁砲S（硲舎佳茄）
- 幸福光暈 ～More Aggressive～（澤渡楓）
- 惡魔高校D×D NEW（塔城小貓、被驗者之魂）
- 只有神知道的世界 女神篇（高原步美／茉丘莉）
- 我要成為世界最強偶像（萩原櫻）
- 刀劍神域 Extra Edition（莉法／桐谷直葉）

2014年
- 宇宙浪子（瑪米妲絲）
- 獻給某飛行員的戀歌（艾黎兒·阿巴斯）
- 天才黃金腦～神之謎 第三季（少年時代的普利謝爾）
- WIZARD BARRISTERS～弁魔士賽希爾（天刀茂世）
- 約會大作戰Ⅱ（五河琴里）
- 刀劍神域II（莉法／桐谷直葉）
- 桃心之劍（桃子）
- 三坪房間的侵略者！？（卡拉瑪）
- 電器街的漫畫店（腐妞）
- （小日向莓）

2015年
- 艦隊Collection -艦Colle-（大和）
- 偶像大師 灰姑娘女孩（輿水幸子）
- DOG DAYS"（艾可蕾爾·瑪爾提諾基）
- 聖劍使的禁咒詠唱（嵐城早月）
- 魔术快斗1412（安妮公主）
- 惡魔高校D×D BorN（塔城小貓）
- 我老婆是學生會長！（若菜羽衣）
- 槍與面具（何玉鳳）
- 學戰都市Asterisk（芳亭常）
- 溫泉幼精小箱根（蘆之湖）
- Concrete Revolutio～超人幻想～（亞絲）
- 輕鬆百合 3☆High！（胡桃／小魔女咪拉咕嚕）

2016年
- 粗點心戰爭（枝垂螢）
- Divine Gate（小光）
- 學戰都市Asterisk 第2期（芳亭常）
- CoCO & NICO（奧本海默）
- Concrete Revolutio～超人幻想～ THE LAST SONG（亞絲）
- 烙印勇士（艾莉加）
- 我老婆是學生會長！+！（若菜羽衣）

2017年
- 愉快的動物巴士（莫可）
- 秋葉原之旅 -THE ANIMATION-（毒島電子）
- 怪怪守護神（加賀見霞）
- 偶像大師 灰姑娘女孩劇場 1st SEASON·2nd SEASON（輿水幸子）
- The SNACK WORLD（瑪優妮）
- 辣妹與我的第一次（香椎結衣）
- 歡迎來到實力至上主義的教室（輕井澤惠）

2018年
- 愛吃拉麵的小泉同學（小泉）
- 新幹線戰士（上田梓）
- citrus ～柑橘味香氣～（藍原柚子）
- POP TEAM EPIC（PIPI美（第2話A段））
- 粗點心戰爭2（枝垂螢）
- 惡魔高校D×D HERO（塔城小貓）
- 偶像大師 灰姑娘女孩劇場 3rd SEASON（輿水幸子）
- 百鍊霸王與聖約女武神（克莉絲緹娜）
- 刀劍神域 Alicization（莉法／桐谷直葉）
- 叛逆性百萬亞瑟王（山貓亞瑟）

2019年
- 不吉波普不笑（百合原美奈子）
- 狂賭之淵××（蟲喰惠利美）
- 五等分的新娘（中野二乃）
- 約會大作戰III（五河琴里）
- 聖鬥士星矢 聖鬥少女翔（仙后座 埃爾達）
- 魔法少女特殊戰明日香（與那嶺千里）
- 笨拙之極的上野（南峰）
- 偶像大師 灰姑娘女孩劇場 CLIMAX SEASON（輿水幸子）
- 只要長得可愛，即使是變態你也喜歡嗎？（朱鷺原紗雪）
- 刀劍神域 Alicization War of Underworld（莉法／桐谷直葉）
- 夢幻之星Online2 EPISODE ORACLE （伊歐）

2020年
- 怕痛的我，把防禦力點滿就對了（芙蕾德麗卡）
- 魔法紀錄 魔法少女小圓外傳 （阿莉娜·格雷）
- 繼怪怪守護神（加賀見霞）
- 彼得·格里爾的賢者時間（米米·阿爾帕卡斯）
- 刀劍神域 Alicization War of Underworld -THE LAST SEASON-（莉法／桐谷直葉）
- 宇崎學妹想要玩！ （亞細亞實）
- 科學超電磁砲T（硲舎佳茄）
- 這是妳與我的最後戰場，或是開創世界的聖戰 （璃灑·英·恩派亞）
- 大貴族（愛爾佳·凱奈西斯·迪·拉斯格蕾雅）

2021年
- 五等分的新娘∬ (中野二乃）
- 轉生成蜘蛛又怎樣！（蘇菲亞·蓋倫／根岸彰子）
- 如果究極進化的完全沉浸RPG比現實還更像垃圾遊戲的話（如月玲於奈）
- 美妙世界 The Animation（莱姆）
- 偵探已經，死了。（夏凪渚）
- 我立於百萬生命之上（亞娜）
- 女朋友 and 女朋友（星崎理香）
- 漂流少年（小玉）
- 魔法紀錄 魔法少女小圓外傳 2nd SEASON -覺醒前夜-（阿莉娜·格雷）
- 百萬噸級武藏（西野清夏）
- 鬥神姬（南宮麗雨）

2022年
- 終末的後宮（神谷花蓮）
- 怪人開發部的黑井津小姐（卡繆拉）
- 魔法紀錄 魔法少女小圓外傳 Final SEASON -淺夢的黎明-（阿莉娜·格雷）
- 寶可夢 旅途（琉琪亞）
- 約會大作戰IV（五河琴里）
- 歡迎來到實力至上主義的教室 2nd Season（輕井澤惠）
- 宇崎學妹想要玩！ω（亞細亞實）
- 秋葉原冥途戰爭（剪剪手月兔店長）
- 彼得·格里爾的賢者時間 Super Extra（米米·阿爾帕卡斯）
- 戀愛Flops（艾梅莉雅·艾文）
- 因為是反派大小姐所以養了魔王（瑟蕾娜·吉露貝爾）
- BLEACH 千年血戰篇（班比艾塔·巴斯塔拜因）
- 明日方舟 黎明前奏（W）
- 艦隊Collection 總有一天，在那片海（大和）
- 我家師傅沒有尾巴（霧之圓紫）

2023年
- 淪落者之夜（威斯媞莉亞）
- 久保同學不放過我（平玉緒）
- 怕痛的我，把防禦力點滿就對了2（芙蕾德麗卡）
- 勇者死了！（安莉·赫茲瓦絲）
- 在異世界獲得超強能力的我，在現實世界照樣無敵～等級提升改變人生命運～（風間楓）
- 偶像大師 灰姑娘女孩 U149（輿水幸子）
- 能幹貓今天也憂鬱（優芽）
- 五等分的新娘∽（中野二乃）
- 明日方舟 冬隱歸路（W）
- 女朋友 and 女朋友（第2期）（星崎理香）
- 葬送的芙莉蓮（阿烏拉）

2024年
- 歡迎來到實力至上主義的教室 3rd Season（輕井澤惠）
- 約會大作戰V（五河琴里）
- 女神咖啡廳（千代田莉莉歌）
- 這是妳與我的最後戰場，或是開創世界的聖戰 Season II（璃灑·英·恩派亞）
- 五等分的新娘＊（中野二乃）

2025年
- 我是星際國家的惡德領主！（妮雅絲）
- 使人誤解的工房主～關於原英雄隊伍的雜役人員，實際上除了戰鬥能力外全是SSS的故事～（席娜）
- 正義使者 -我的英雄學院之非法英雄-（美羽）
- 明日方舟 焰燼曙明（W）

2026年
- 偵探已經，死了。 Season 2（夏凪渚）

### 劇場版動畫
2010年
- 超劇場版 Keroro軍曹 5 誕生！究極Keroro奇蹟的時空之島！！（小孩）

2011年
- 電影 K-ON!（中野梓）
- 劇場版 魔法老師！ ANIME FINAL（艾蜜莉·谢布席普）

2013年
- 電影 烙印勇士 黃金時代篇III 降臨（艾莉卡）

2015年
- 幸福光暈～畢業寫真～（澤渡楓）
- 約會大作戰劇場版 萬由里審判（五河琴里）
- 少女與戰車 劇場版（島田愛里壽）

2016年
- 劇場版 艦隊Collection（大和）

2017年
- 刀劍神域劇場版：序列爭戰（莉法／桐谷直葉）

2019年
- 少女與戰車 最終章（第2話）（島田愛里壽）
- 妖怪學園Y 貓也能成為HERO嗎（大王路艾瑪）
- 劇場版新幹線戰士：來自未來的神速ALFA-X（上田梓）

2022年
- 電影版DEEMO 櫻色旋律—你所彈奏的琴音 至今仍在迴響—（Alice）
- 電影 五等分的新娘（中野二乃）

2023年
- 少女與戰車 最終章（第4話）（島田愛里壽）

2024年
- 擊浪青春（寺尾梅子）

2025年
- 少女與戰車 更加相親相愛作戰！（島田愛里壽）

### OVA
2008年
- Kiss×sis OAD第0話（住之江亞香）

2009年
- Kiss×sis OAD第1～2話（住之江亞香）
- 超能力大戰（結愛）
- T.P.櫻花 〜タイムパラディンさくら〜 時空樹防衛戰（天枷美春）
- 受讚頌者（フミルィル）

2010年
- Kiss×sis OAD第3～4話（住之江亞香）
- 幸福光暈（澤渡楓）
- 小雞之戀（西山陽依）※夏ドキッ★りぼんっ子パーティー55上映作品
- 魔法老師 另一個世界Extra 魔法少女夕映♥（艾蜜莉·謝布席普）
- 名偵探柯南 MAGIC FILE4 通往大阪什錦煎餅艱辛之路（小西薰）
- 夢色蛋糕師（香草）

2011年
- Kiss×sis OAD第5～6話（住之江亞香）
- 怪物王女「孤島王女」（シャーウッド）
- 學園默示錄（希里艾莉絲）
- 只有神知道的世界 OVA（高原步美）
- 希望宅邸（沙英的妹妹）

2012年
- Kiss×sis OAD第7話（住之江亞香）
- Holy Knight（キャモッ）
- 少女愛上姊姊 2人的Elder THE ANIMATION（神近香織理）
- 眾神中的貓神（芽衣子）
- 魔法老師 ANIME FINAL（DVD版）（艾蜜莉·謝布席普）
- 惡魔高校D×D（塔城小貓）※小說13卷限定版附贈BD。

2013年
- Kiss×sis OAD第8～9話（住之江亞香）
- 寶石寵物 Twinkle☆特別篇（米莉亞）
- 暗殺教室（茅野楓）※JUMP SUPER ANIME TOUR 2013上映作品
- 約會大作戰OVA（#13）（五河琴里）
- 惡魔高校D×D（塔城小貓）※小說15卷限定版附贈BD。

2014年
- Kiss×sis OAD第10話（住之江亞香）
- 約會大作戰IIOVA（#11）（五河琴里）

2015年
- Kiss×sis OAD第11話（住之江亞香）
- 惡魔高校D×D NEW（塔城小貓）※DX.1 限定版附BD

### 遊戲
2006年
- 戀愛主義 空色的季節（泉彩音）

2007年
- 魂之搖籃 侵蝕世界者（比娜）

2008年
- 劍與魔法與學園。（費爾利·女）

2009年
- KILLZVALD 〜最後的人間〜（月人パルテノス）
- TRINITY UNIVERSE（椿）
- 我的暑假4 瀨戶内少年探偵團「我與秘密地圖」（男孩妹妹）

2010年
- 問答魔法學院（M）
- K-ON!放學後LIVE!!（中野梓）
- 鈴木同學，我愛你！4位鈴木同學（伊藤千尋）
- らぶでゅえ!（賽納）

2011年
- 我的妹妹哪有這麼可愛！（高坂桐乃）
- 附身傳（成瀨茜）
- T.P.櫻花 〜時間舞步賓拉登櫻花〜（天枷美春）
- 謎惑館 ～隨音逐流～（中學後輩）
- 魔法禁書目錄（高坂桐乃）
- 科學超電磁砲（硲舎佳茄）
- 杀手：赦免（维多利亚）
- 愛的爆爆（夢魘B）
- 奈奈美的英文教學 English DS ～目標為 TOEIC 大師～（奈奈美）
- 英雄傳說 碧之軌跡（夏莉·奧蘭多）
- 諾拉與時間的工房：霧之森的魔女（諾拉）

2012年
- 現在就想告訴哥哥，我是妹妹！（神崎未玖）
- 臨時女友（小日向莓）
- 那由多之軌跡（克雷哈）
- 小魔女帕妃 ～黑貓魔法店物語～（蕾妮特·科爾雪）
- 符文工廠4（朵兒茜）
- 機動戰士鋼彈 EXTREME VS FULL BOOST（賽茜婭·艾維亞）
- 女神異聞錄4 終極深夜鬥技場（拉比莉絲）

2013年
- 偶像大師 灰姑娘女孩（輿水幸子）
- 七龍傳說2020-II
- 刀劍神域 無限瞬間（莉法／桐谷直葉）
- 約會大作戰 凜禰烏托邦（五河琴里）
- 惡魔高校D×D（塔城小貓）
- 艦隊Collection（大和、夕雲、卷雲、秋雲、長波）
- 我的妹妹哪有這麼可愛。HappyenD（高坂桐乃）
- 天使學園之我的專屬女神（杠 加奈芽）
- 女神異聞錄4 無敵究極背橋摔（拉比莉絲）

2014年
- 我家公主最可愛（莉娜·普琳賽拉）
- 電擊文庫 FIGHTING CLIMAX（高坂桐乃、莉法）
- 刀劍神域 虛空斷章（莉法／桐谷直葉）
- 約會大作戰 或守Install（五河琴里）
- 惡魔高校D×D NEW FIGHT（塔城小貓）

2015年
- 白貓Project 「中川翔子紀念角色系列」拳職
- 刀劍神域 Lost Song（莉法／桐谷直葉）
- DEEMO～最終演奏～（爱丽丝）
- 約會大作戰 Twin Edition 轉世凜緒（五河琴里）
- 勇者鬥惡龍 英雄集結 闇龍與世界樹之城（潔西卡）
- 勇者鬥惡龍VIII 天空、碧海、大地與被詛咒的公主（潔西卡）
- 數碼寶貝物語 網路偵探（田和玲子）

2016年
- 刀劍神域 虛空幻界（莉法／桐谷直葉）
- 勇者鬥惡龍 英雄集結II 雙子之王與預言的終焉（潔西卡）
- 妃十三學園 Alternative Girls（悠木美彌花）
- 陰陽師 (遊戲)（輝夜姬）
- 最终幻想世界（小玉）

2017年
- 英雄傳說 閃之軌跡III（謝莉）
- 崩坏3rd（芙蕾德莉卡·尼古拉·特斯拉）
- 東京偶像計畫（愛彩）

2018年
- 魔法紀錄 魔法少女小圓外傳（阿莉娜·格雷）
- 閃耀幻想曲（中野梓）
- 食之契約（米飯）
- Sdorica 萬象物語（愛麗絲、面具女孩）
- 少女☆歌劇 Revue Starlight -Re LIVE- （叶美空）
- 殘機為零（真白由真）
- 英雄传说 闪之轨迹IV The End of Saga（謝莉）
- 女神异闻录3 月夜熱舞（拉比莉絲）

2019年
- RELEASE THE SPYCE secret fragrance（轟葉栖美）
- 約會大作戰 蓮反烏托邦（五河琴里）
- 苍翼默示录 交叉组队战（拉比莉絲）
- 英雄聯盟（姬亞娜）
- 怪物彈珠（亞伯）
- Deemo -Reborn-（爱丽丝、面具女孩）
- 王之逆襲（潘希洛奈）
- 寶可夢大師（艾莉絲）
- 靈魂行者（琪・阿露爾）

2020年
- BLEACH: Brave Souls（班比艾塔·巴斯塔拜因）
- 明日方舟（W）
- 魔法禁书目录 幻想收束（硲舎佳茄）
- 艦隊Collection（松、Scirocco、竹）

2021年
- 真·女神转生V (女媧)
- 百萬噸級武藏 (西野清夏)

2022年
- Crash Fever（尤利西斯）
- 勝利女神：妮姬（普麗瓦蒂）
- 小小諾亞：樂園的後繼者（諾亞）
- 幻塔 (伊希斯)

2023年
- 東方幻想Eclipse (蕾米莉亚·斯卡蕾特)

2024年
- 原神（千織）

2025年
- LINE Rangers 放置戰爭（月亮審判者兔兔）

### 广播剧CD
- 管理偶像直到无法入眠CD（梶山杏奈）
- 我與一乃的遊戲同好會活動日誌（澤村綺莉佳）
- 我的妹妹哪有這麼可愛！（高坂桐乃）
- 學園奶爸（熊塚奇凛）※LaLa 2011年7月號附錄
- kiss×sis 廣播CD Vol.1·2（住之江亞香）
- 寄生彼女砂奈（增川櫻）
- 10歲的保健體育（似鳥葉美琉）
- 純血+彼氏（架南）
- Q弟偵探因幡（史黛拉）
- 不迷途的羔羊·前編（仙波明希）
- ZONE-00 零之地帶 系列（白百合姬）
  - ZONE-00 劇-I section CHERRY
  - ZONE-00 劇-II section KNIGHT
- 月神來我家！（南條薺）
- Rio Sound Hustle! -Mint盛-（敏特·克拉克）※Drama部分
- Drama CD 薔薇公主之吻〜rose2〜（女學生）
- 不思議工房症候群 Drama CD「那一日的約定」（我）
- 不思議工房症候群 Drama CD「風之軌跡」（我）
- 妹妹戀人 Drama CD（加耶&女學生）
- 嬌蠻貓娘大橫行（霧谷希）
- 夢色蛋糕師（香草兒）
- 冉冉漫畫劇（凜凜）
- 刀劍神域（莉法／桐谷直葉）
- 要你對我×××！（水野麻實）※第8、9、10卷 特装版附廣播劇CD
- 恋愛遺傳子XX（古城葵）
- 聖劍使的禁咒詠唱（嵐城早月）※6卷附贈廣播劇CD限定特裝版

### 特攝
- 快盜戰隊魯邦連者VS警察戰隊巡邏連者（歌修・露・梅杜）

### 廣播
- Kiss×sis關連 
  - Kiss×sis〜從零開始廣播〜（Yahoo!動画：2009年3月26日 - 6月26日）
  - 竹達彩奈與巽悠衣子的Kiss×sis公開生放送（超!A&G+：2009年6月20日）
  - Kiss×sis〜從零開始廣播〜 『Kiss×sis』OAD付漫畫第4卷 發售記念公開錄音（animateTV：2009年9月18日）
  - kiss×sis〜首先要有個姊姊廣播〜（動畫TV：2010年2月23日 - 9月7日）
  - kiss×sis〜從手機告訴我們姊姊廣播〜（声優動畫：2010年4月20日 - 9月14日）
- 竹達・沼倉的第一次可以嗎?（超!A&G+：2009年10月5日 - ）
- Rio Super Carnival Radio（音泉：2010年1月27日）
- 娇蛮猫娘大横行网络广播（動畫TV、HiBiKi Radio Station、音泉：2010年3月19日 - 2010年8月27日、特別版：10月27日）
- らじおん!!（TBSK-ON!!公式網頁：2010年4月23日 - 2010年12月3日）
- 幸福光暈（幸福光暈公式網頁：2010年7月30日 - 12月31日）
- 我的妹妹哪有這麼可愛（我的妹妹哪有這麼可愛公式網頁：2010年8月13日 - 2011年7月22日）
- MM一族广播 第二義工社 出張所（Lantis Web广播、音泉：2010年9月1日 - 2010年12月26日）
- 竹達彩奈 My Sweets Home（2013年2月8日 - 2014年9月26日）
- 碧と彩奈のラ・プチミレディオ（日语：碧と彩奈のラ・プチミレディオ）（2013年4月7日 - ）

Radio Drama
- VOMIC ヘタコイ（倉橋レナ）

### 演出
- 電影輕小說的快樂寫作法（市古優奈）
- 竹達・沼倉の初めてでもいいですか?
  - 竹達・沼倉の初めてでもいいですか? ブログDVD
  - 竹達・沼倉の初めてでもいいですか? ブログDVD 2
- 動畫TV（tvk：嘉賓）
- AG学園 あに☆ぶん（tvk：嘉賓）
- とりあえず生中（三杯目）（NICONICO生放送：嘉賓出演）
- 夢色蛋糕師 夢色マジカルエッセンス（第46話）
- 我的妹妹哪有這麼可愛（NICONICO生放送：嘉賓出演）
- 超人氣法律諮詢事務所（NTV、2017年6月25日）

### 旁白
電視節目
- 動畫害羞 Presents anison+（東京電視台、2009年11月度旁白擔當）

廣告
- 科樂美
- 江崎固力果『格力高』
- 小學館『推理要在晚餐後』（寶生麗子）

### 彈珠機
- 柏青哥DX『SUN☆SUN OCEAN』（夕城雲母）

### 其他
- ♂更多!!恋愛主義♀ 美少女遊戲 「空色的季節」（泉彩音）
- K-ON!桌面零件（中野梓）
- 美聲時計（松本燈（妹））
- Ayana's Tark & Try!（『SEIGURA』連載：2010年10月号 - ）

## 音樂作品
關於竹達彩奈以petit milady名義參與的活動請參考「petit milady」

### 單曲
| 枚   | 發售日         | 名稱                  | 規格編號   | 規格編號   | 最高位 |
| 枚   | 發售日         | 名稱                  | 初回限定盤 | 通常盤     | 最高位 |
| ---- | -------------- | --------------------- | ---------- | ---------- | ------ |
| 1st  | 2012年4月11日  | Sinfonia! Sinfonia!!! | PCCG-1272  | PCCG-70136 | 7位    |
| 2nd  | 2012年9月12日  | ♪之國的愛麗絲         | PCCG-1298  | PCCG-70162 | 10位   |
| 3rd  | 2013年1月9日   | 時空Tour              | PCCG-01318 | PCCG-70171 | 10位   |
| 4th  | 2013年12月4日  | 週末灰姑娘            | PCCG-1376  | PCCG-70198 | 16位   |
| 5th  | 2014年6月4日   | Wonderful World       | PCCG-1404  | PCCG-70212 | 11位   |
| 6th  | 2014年10月15日 | 咬了一口的蘋果        | PCCG-1427  | PCCG-70222 | 15位   |
| 7th  | 2015年11月4日  | Little*Lion*Heart     | PCCG-1488  | PCCG-70272 | 17位   |
| 8th  | 2016年1月27日  | 嘿！卡路里女王        | PCCG-1499  | PCCG-70290 | 19位   |
| 9th  | 2016年6月22日  | Miss. Revolutionist   | PCCG-1528  | PCCG-70318 | 25位   |
| 10th | 2018年1月31日  |                       | PCCG-1638  | PCCG-70412 | 19位   |
| 11th | 2019年2月6日   | Innocent Notes        | PCCG-1752  | PCCG-70446 | 22位   |

### 專輯
| 枚     | 發售日         | 名稱             | 規格編號   | 規格編號   | 規格編號                                 | 最高位 |
| 枚     | 發售日         | 名稱             | 初回限定盤 | 通常盤     | 其他                                     | 最高位 |
| ------ | -------------- | ---------------- | ---------- | ---------- | ---------------------------------------- | ------ |
| 1st    | 2013年4月10日  | apple symphony   | PCCG-1332  | PCCG-1333  | PCCG-1331                                | 7位    |
| 2nd    | 2014年11月19日 | Colore Serenata  | PCCG-1436  | PCCG-1437  | PCCG-1435                                | 18位   |
| 3rd    | 2016年11月2日  | Lyrical Concerto | PCCG-01554 | PCCG-01555 | PCCG-01553                               | 15位   |
| 精選輯 | 2017年11月29日 | apple feuille    |            | PCCG-01631 | PCCG-01629（CD+BD） PCCG-01630（CD+DVD） | 14位   |

### 影像作品
| 發售日        | 名稱             | 規格 | 規格編號   | 最高位 |
| ------------- | ---------------- | ---- | ---------- | ------ |
| 2012年5月16日 | 〜東京→南島〜    | BD   | PCXP-50078 | 4位    |
| 2012年5月16日 | 〜東京→南島〜    | DVD  | PCBP-52210 | 28位   |
| 2013年8月21日 | 〜澳大利亞之旅〜 | BD   | PCXP-50165 |        |
| 2013年8月21日 | 〜澳大利亞之旅〜 | DVD  | PCBP-52260 |        |
| 2014年9月3日  | 〜義大利之旅〜   | BD   | PCXP-50236 |        |
| 2014年9月3日  | 〜義大利之旅〜   | DVD  | PCBP-52295 |        |

### 角色CD
| 發售日   | 商品名稱                                                         | 演唱名義 | 歌曲                                                                    | 備註                                         |
| 2009年   | 2009年                                                           | 2009年 | 2009年                                                                  | 2009年                                       |
| -------- | ---------------------------------------------------------------- | --- | ----------------------------------------------------------------------- | -------------------------------------------- |
| 7月22日  | 放學後TEA TIME                                                   | 放學後TEA TIME | 「」 「」 「」 「輕飄飄時間」                                           | 電視動畫《K-ON!》插入曲                      |
| 8月26日  | K-ON！形象歌曲 中野梓                                            | 中野梓（竹達彩奈） | 「」 「」 「」                                                          | 電視動畫《K-ON!》相關歌曲                    |
| 9月2日   | K-ON! Official Band Score集!!                                    | 放學後TEA TIME | 「Cagayake!GIRLS」 「Don't say "lazy"」                                 | 電視動畫《K-ON!》相關歌曲                    |
| 11月11日 | WANTED! for the love                                             | KILLER GIRLS | 「」                                                                    | 電視動畫《超能力大戰》插入曲                 |
| 12月23日 | Rio Sound Hustle! -Mint盛-                                       | 敏特·克拉克（竹達彩奈） | 「」 「Lucky-Go-Round」                                                 | 廣播劇CD《Rio Sound Hustle!》相關歌曲        |
| 2010年   |                                                                  | |                                                                         |                                              |
| 2月24日  | 「RADI-ON!」特別版! Vol.1                                        | 放學後TEA TIME | 「」                                                                    | 廣播《RADI-ON!》相關歌曲                     |
| 3月17日  | 「RADI-ON!」特別版! Vol.2                                        | 放學後TEA TIME | 「」 「」                                                               | 廣播《RADI-ON!》相關歌曲                     |
| 4月28日  | GO! GO! MANIAC                                                   | 放學後TEA TIME | 「GO! GO! MANIAC」                                                      | 電視動畫《K-ON!!》片頭曲                     |
| 4月28日  | Listen!!                                                         | 放學後TEA TIME | 「Listen!!」                                                            | 電視動畫《K-ON!!》片尾曲                     |
| 8月4日   | Utauyo!!MIRACLE                                                  | 放學後TEA TIME | 「Utauyo!!MIRACLE」                                                     | 電視動畫《K-ON!!》片頭曲                     |
| 8月4日   | NO,Thank You!                                                    | 放學後TEA TIME | 「NO,Thank You!」                                                       | 電視動畫《K-ON!!》片尾曲                     |
| 9月8日   | 米飯是配菜/U&I                                                   | 放學後TEA TIME | 「」 「U&I」                                                            | 電視動畫《K-ON!!》插入曲                     |
| 10月6日  | K-ON!! ORIGINAL SOUND TRACK Vol.2                                | 放學後TEA TIME | 「」                                                                    | 電視動畫《K-ON!!》相關歌曲                   |
| 10月27日 | HELP!!                                                           | 石動美緒（竹達彩奈） | 「HELP!! -Hell side-」                                                  | 電視動畫《MM一族》片頭曲                     |
| 10月27日 | HELP!!                                                           | 石動美緒（竹達彩奈）、結野嵐子（早見沙織） | 「HELP!! -Heaven side-」                                                | 電視動畫《MM一族》片頭曲                     |
| 10月27日 | HELP!!                                                           | 石動美緒（竹達彩奈）、結野嵐子（早見沙織） | 「」                                                                    | 電視動畫《MM一族》插入曲                     |
| 10月27日 | 放學後TEA TIME II                                                | 放學後TEA TIME | 「Honey sweet tea time」 「Honey sweet tea time（#23『放課後！』Mix）」 | 電視動畫《K-ON!!》插入曲                     |
| 6月2日   | 純純的心                                                         | 放學後TEA TIME | 「櫻之丘女子高等學校校歌（Rock Ver.）」                                 | 電視動畫《K-ON!!》插入曲                     |
| 11月17日 | 魔法老師！〜另一個世界〜 Theme Song Collection                   | 夕映·法蘭德爾（桑谷夏子）、柯蕾特·法蘭德爾（佐藤聰美）、艾蜜莉·謝布席普（竹達彩奈）、培爾托莉克斯·門羅（花澤香菜） | 「Magical Twinkle Sky」 「Good vibration!!」                            | OAD《魔法老師！〜另一個世界〜》相關歌曲      |
| 11月17日 | 「K-ON!!」印象歌曲 中野梓                                        | 中野梓（竹達彩奈） | 「Over the Starlight」 「Joyful Todays」 「Come with Me!!」             | 電視動畫《K-ON!!》相關歌曲                   |
| 11月17日 | 只有神的角色CD.1 高原步美 starring 竹達彩奈                      | 高原步美（竹達彩奈） | 「Wonder Chance」 「 from Ayumi」                                       | 電視動畫《只有神知道的世界》相關歌曲         |
| 12月1日  | 寶石寵物                                                         | 米莉亞（竹達彩奈） | 「」                                                                    | 電視動畫《寶石寵物 Twinkle☆》插入曲          |
| 12月15日 | 美緒大人CD                                                       | 石動美緒（竹達彩奈） | 「」 「Happy Birthday, my holy day」                                    | 電視動畫《MM一族》相關歌曲                   |
| 2011年   |                                                                  | |                                                                         |                                              |
| 1月26日  |                                                                  | | 「」                                                                    | 電視動畫《Rio RainbowGate!》片頭曲           |
| 8月24日  | 眾神中的貓神 角色歌 vol.3                                        | 繭（戶松遙）、笹嶋（茅野愛衣）、芽衣子（竹達彩奈） | 「」 「」 「」                                                          | 電視動畫《眾神中的貓神》相關歌曲             |
| 10月26日 | Fancy×Funky乙女團                                                | 清水美春（竹達彩奈） | 「Fancy×Funky乙女團」                                                   | 電視動畫《笨蛋、測驗、召喚獸2》相關歌曲      |
| 12月28日 | 「幸福光暈〜hitotose〜」                                         | 澤渡楓（竹達彩奈）、桃貓（福井裕佳梨） | 「」                                                                    | 電視動畫《幸福光暈》相關歌曲                 |
| 12月28日 | 「幸福光暈〜hitotose〜」                                         | 澤渡楓（竹達彩奈） | 「」                                                                    | 電視動畫《幸福光暈》相關歌曲                 |
| 12月28日 | 「幸福光暈〜hitotose〜」                                         | 澤渡楓（竹達彩奈）、塙薰（阿澄佳奈）、岡崎乃理惠（井口裕香）、櫻田麻音（儀武祐子） | 「」                                                                    | 電視動畫《幸福光暈》相關歌曲                 |
| 2012年   |                                                                  | |                                                                         |                                              |
| 6月27日  | 惡魔高校D×D 角色歌迷你專輯 G×S!                                  | 塔城小猫（竹達彩奈） | 「」                                                                    | 電視動畫《惡魔高校D×D》相關歌曲              |
| 7月25日  | Heavenly Lover                                                   | 鶴真心乃枝（石原夏織）、神凪雅（佐倉綾音）、國立凜香（竹達彩奈）、天導愛菜（大龜明日香）、嵯峨良芽依（日高里菜） | 「Heavenly Lover」                                                      | 電視動畫《其中1個是妹妹！》片尾曲            |
| 10月24日 | 其中1個是妹妹！角色歌 Vol.4                                      | 國立凜香（竹達彩奈） | 「」 「Happy Bell 」 「」                                               | 電視動畫《其中1個是妹妹！》相關歌曲          |
| 12月21日 | 消臭妖精諾兒                                                     | 諾兒（竹達彩奈） | 「DEO☆DEO」                                                             | 廣播劇CD《消臭妖精諾兒》片尾曲               |
| 2013年   |                                                                  | |                                                                         |                                              |
| 5月22日  | THE IDOLM@STER CINDERELLA MASTER 020 輿水幸子                    | 輿水幸子（竹達彩奈） | 「To my darling…」                                                      | 遊戲《偶像大師 灰姑娘女孩》相關歌曲          |
| 5月22日  | 刀劍神域 Blu-ray&DVD vol.8限定版特典CD                           | 莉法（竹達彩奈） | 「Sky The Graffiti」                                                    | 電視動畫《刀劍神域》相關歌曲                 |
| 6月19日  | 我的妹妹哪有這麼可愛。BD、DVD第1卷特典CD                         | 高坂桐乃（竹達彩奈） | 「感情線loop」                                                          | 電視動畫《我的妹妹哪有這麼可愛。》片尾曲     |
| 6月26日  | 角色歌精選輯「」                                                 | 尤爾姆岡特（竹達彩奈） | 「」                                                                    | 電視動畫《絕對防衛利維坦》相關歌曲           |
| 6月26日  | DATE A MUSIC SECOND HALF                                         | 五河琴里（竹達彩奈） | 「」                                                                    | 電視動畫《約會大作戰》相關歌曲               |
| 6月26日  | 刀劍神域 Blu-ray&DVD vol.9限定版特典CD                           | 桐人（松岡禎丞）、亞絲娜（戶松遙）、莉法（竹達彩奈）、結衣（伊藤加奈惠）、西莉卡（日高里菜）、莉茲貝特（高垣彩陽） | 「Sing All Overtures」                                                  | 電視動畫《刀劍神域》相關歌曲                 |
| 7月24日  | 我的妹妹哪有這麼可愛。BD、DVD第2卷特典CD                         | 高坂桐乃（竹達彩奈）、黑貓（花澤香菜）、沙織·巴吉納（生天目仁美） | 「」                                                                    | 電視動畫《我的妹妹哪有這麼可愛。》片尾曲     |
| 7月24日  | 我的妹妹哪有這麼可愛。BD、DVD第2卷特典CD                         | 高坂桐乃（竹達彩奈） | 「」                                                                    | 電視動畫《我的妹妹哪有這麼可愛。》片尾曲     |
| 8月14日  | THE IDOLM@STER CINDERELLA MASTER                                 | 神崎蘭子（內田真禮）、安娜史塔希亞（上坂堇）、高垣楓（早見沙織）、輿水幸子（竹達彩奈）、澀谷凜（福原綾香） | 「（M@STER VERSION）」                                                  | 遊戲《偶像大師 灰姑娘女孩》相關歌曲          |
| 8月21日  | 我的妹妹哪有這麼可愛。BD、DVD第3卷特典CD                         | 高坂桐乃（竹達彩奈） | 「Keep」                                                                | 電視動畫《我的妹妹哪有這麼可愛。》片尾曲     |
| 10月23日 | 我的妹妹哪有這麼可愛。BD、DVD第5卷特典CD                         | 高坂桐乃（竹達彩奈） | 「answer」                                                              | 電視動畫《我的妹妹哪有這麼可愛。》片尾曲     |
| 11月6日  | Fan Fanfare!!!                                                   | Sweet Diva | 「Fan Fanfare!!!」                                                      | 電視動畫《我要成為世界最強偶像》片尾曲       |
| 12月25日 | 我的妹妹哪有這麼可愛。BD、DVD第7卷特典CD                         | 高坂桐乃（竹達彩奈）、田村麻奈實（佐藤聰美） | 「」                                                                    | 電視動畫《我的妹妹哪有這麼可愛。》片尾曲     |
| 2014年   |                                                                  | |                                                                         |                                              |
| 1月22日  | 我的妹妹哪有這麼可愛。BD、DVD第8卷特典CD                         | 高坂桐乃（竹達彩奈） | 「will」 「Thank You」                                                  | 電視動畫《我的妹妹哪有這麼可愛。》片尾曲     |
| 8月20日  | 約會大作戰II 音樂精選 DATE A "HAPPY" MUSIC                       | 五河琴里（竹達彩奈） | 「melt（on the border）」                                               | 電視動畫《約會大作戰II》相關歌曲             |
| 8月27日  | PHANTASY STAR ONLINE 2 角色歌CD〜Song Festival〜                 | 伊歐（竹達彩奈） | 「kitty girl」                                                          | 遊戲《夢幻之星Online 2》相關歌曲             |
| 10月1日  | 桃唄大全集！                                                     | 桃子（竹達彩奈） | 「」                                                                    | 電視動畫《桃心之劍》片尾曲                   |
| 10月1日  | 桃唄大全集！                                                     | 桃子（竹達彩奈）、鬼姬（津田美波） | 「」 「Rival≒Friend」                                                   | 電視動畫《桃心之劍》插入曲                   |
| 12月31日 | THE IDOLM@STER CINDERELLA MASTER Cute Jewelries! 002             | 三村加奈子（大坪由佳）、輿水幸子（竹達彩奈）、佐久間真由（牧野由依）、緒方智繪里（大空直美）、小早川紗枝（立花理香） | 「」 「」                                                               | 遊戲《偶像大師 灰姑娘女孩》相關歌曲          |
| 12月31日 | THE IDOLM@STER CINDERELLA MASTER Cute Jewelries! 002             | 輿水幸子（竹達彩奈） | 「」                                                                    | 遊戲《偶像大師 灰姑娘女孩》相關歌曲          |
| 2015年   |                                                                  | |                                                                         |                                              |
| 2月18日  | THE IDOLM@STER CINDERELLA GIRLS ANIMATION PROJECT 01 Star!!      | 高垣楓（早見沙織）、城崎美嘉（佳村遙）、小日向美穗（津田美波）、十時愛梨（原田瞳）、川島瑞樹（東山奈央）、日野茜（赤崎千夏）、輿水幸子（竹達彩奈）、佐久間真由（牧野由依）、白坂小梅（櫻咲千依） | 「」                                                                    | 電視動畫《偶像大師 灰姑娘女孩》插入曲        |
| 3月11日  |                                                                  | fortuna | 「」                                                                    | 電視動畫《聖劍使的禁咒詠唱》片尾曲           |
| 3月11日  | 「」                                                             | fortuna | 電視動畫《聖劍使的禁咒詠唱》相關歌曲                                    |                                              |
| 3月18日  | 聖劍使的禁咒詠唱 救世主們的旋律 1                                | 嵐城早月（竹達彩奈） | 電視動畫《聖劍使的禁咒詠唱》相關歌曲                                    | 「」                                         |
| 3月25日  | 聖劍使的禁咒詠唱 救世主們的旋律 2                                | 嵐城早月（竹達彩奈）、漆原靜乃（悠木碧） | 電視動畫《聖劍使的禁咒詠唱》相關歌曲                                    | 「BELIEF」                                   |
| 3月25日  | 刀劍神域II BD、DVD第6卷特典CD                                    | 莉法（竹達彩奈）、結衣（伊藤加奈惠）、西莉卡（日高里菜）、莉茲貝特（高垣彩陽） | 「Memorial Calibur」                                                    | 電視動畫《刀劍神域II》相關歌曲               |
| 2017年   |                                                                  | |                                                                         |                                              |
| 2月8日   | THE IDOLM@STER CINDERELLA MASTER EVERMORE                        | 安娜史塔希亞（上坂堇）、緒方智繪里（大空直美）、神谷奈緒（松井惠理子）、川島瑞樹（東山奈央）、輿水幸子（竹達彩奈）、小早川紗枝（立花理香）、佐久間真由（牧野由依）、白坂小梅（櫻咲千依）、高森藍子（金子有希）、十時愛梨（原田瞳）、日野茜（赤崎千夏）、北條加蓮（渕上舞）、星輝子（松田颯水）、堀裕子（鈴木繪理）、三村加奈子（大坪由佳） | 「Party Night」                                                         | 遊戲《偶像大師 灰姑娘女孩》相關歌曲          |
| 4月7日   | 我要成為世界最強偶像 主題歌&角色歌                               | 萩原櫻（竹達彩奈） | 「SWEET CHERRY POWER!!」                                                | 彈珠機《CR我要成為世界最強偶像！》相關歌曲   |
| 4月19日  | 女友伴身邊 角色歌系列 Vol.04                                     | 小日向莓（竹達彩奈） | 「」                                                                    | 遊戲《女友伴身邊》相關歌曲                   |
| 5月17日  | 女友伴身邊 角色歌系列 Vol.05                                     | 小日向莓（竹達彩奈） | 「」                                                                    | 遊戲《女友伴身邊》相關歌曲                   |
| 6月21日  |                                                                  | 島田愛里壽（竹達彩奈） | 「Wonderland-go-round」                                                 | 動畫《少女與戰車》相關歌曲                   |
| 8月9日   | THE IDOLM@STER CINDERELLA GIRLS STARLIGHT MASTER 12              | 星輝子（松田颯水）、白坂小梅（櫻咲千依）、輿水幸子（竹達彩奈）、小早川紗枝（立花理香）、姬川友紀（杜野真子） | 「Lunatic Show」                                                        | 遊戲《偶像大師 灰姑娘女孩 星光舞台》相關歌曲 |
| 8月23日  | 電視動畫「艦隊Collection -艦Colle-」角色歌 「艦娘乃歌」 Vol.2    | 大和（竹達彩奈） | 「大和櫻」                                                              | 電視動畫《艦隊Collection -艦Colle-》相關歌曲 |
| 2018年   |                                                                  | |                                                                         |                                              |
| 3月7日   | THE IDOLM@STER CINDERELLA MASTER                                 | 本田未央（原紗友里）、佐久間真由（牧野由依）、鷺澤文香（M·A·O）、輿水幸子（竹達彩奈）、新田美波（洲崎綾） | 「（M@STER VERSION）」                                                  | 遊戲《偶像大師 灰姑娘女孩 星光舞台》相關歌曲 |
| 8月8日   | THE IDOLM@STER CINDERELLA GIRLS LITTLE STARS!                    | 輿水幸子（竹達彩奈）、多田李衣菜（青木瑠璃子）、藤原肇（鈴木實里）、水本紫（藤田茜）、森久保乃乃（高橋花林） | 「」                                                                    | 電視動畫《偶像大師 灰姑娘女孩劇場》片尾曲    |
| 8月8日   | THE IDOLM@STER CINDERELLA GIRLS LITTLE STARS!                    | 輿水幸子（竹達彩奈） | 「」                                                                    | 電視動畫《偶像大師 灰姑娘女孩劇場》片尾曲    |
| 10月17日 | THE IDOLM@STER CINDERELLA GIRLS STARLIGHT MASTER 22 雙翼的獨奏歌 | 輿水幸子（竹達彩奈） | 「」                                                                    | 遊戲《偶像大師 灰姑娘女孩 星光舞台》相關歌曲 |
| 2019年   |                                                                  | |                                                                         |                                              |
| 1月30日  |                                                                  | 中野家五姊妹 | 「」                                                                    | 電視動畫《五等分的新娘》片頭曲               |
| 1月30日  | 「」                                                             | 中野家五姊妹 | 電視動畫《五等分的新娘》相關歌曲                                        |                                              |

### 组合成员
1. 1 2 3 4 5 6 7 8  平泽唯（豐崎愛生）、秋山澪（日笠陽子）、田井中律（佐藤聰美）、琴吹䌷（壽美菜子）、中野梓（竹達彩奈）
2. ↑  萩原櫻（竹達彩奈）、宮澤惠怜奈（阿澄佳奈）、菅野七海（大坪由佳）、望月悠步（伊藤美來）、早瀨愛華（雨宮天）
3. ↑  嵐城早月（竹達彩奈）、漆原靜乃（悠木碧）、四門摩耶（小倉唯）、百地春鹿（內田真禮）
4. ↑  花澤香菜、竹達彩奈、伊藤美來、佐仓绫音、水瀨祈

## 外部連結
- （日語）
- （日語）
- 竹達彩奈的X（前Twitter）（日語）
- （日語）
- 事務所公開簡歷 （页面存档备份，存于）（日語）
- （日語）
- （日語）
- （日語）
- 『泡澡伴朗讀，與角色為友』、「竹達彩奈」長篇專訪全文！ （页面存档备份，存于）（繁體中文）